# Régis Campo
Pour les articles homonymes, voir Campo.
Vous pouvez aider à l'améliorer ou bien discuter des problèmes sur sa page de discussion.
- Certaines informations devraient être mieux reliées aux sources mentionnées dans la bibliographie ou les liens externes. Améliorez sa vérifiabilité en les associant par des références. (Marqué depuis août 2022)
- Sa forme n’est pas encyclopédique et ressemble trop à un curriculum vitæ. Modifiez le texte pour aider à le transformer en article neutre. (Marqué depuis août 2022)

Œuvres principales
Commedia (1995)
Concerto pour violon (1997)
Concerto pour piano et orchestre (1998-1999)
Lumen (2001)
Pop-art (2002)
Lumen II (2006-2013)
Quatuor à cordes n°3 Ombra Felice (2007)
Les Quatre Jumelles, opéra-bouffe (2008)
Quatuor à cordes n°5 Fata Morgana (2012)
Quai-ouest, opéra (2013-2014)
Street-Art (2015-2017)
Dancefloor With Pulsing (2018)
String Quartet #7 Borderline Activity (2019)
The Wonder Of Life (2020)
Régis Campo, né le 6 juin 1968 à Marseille, est un compositeur de musique français, membre de l'Académie des beaux-arts.

## Biographie
Régis Campo étudie la composition auprès de Georges Bœuf au conservatoire de Marseille. Il poursuit dans la classe de composition et de civilisations musicales de Jacques Charpentier au conservatoire à rayonnement régional de Paris (rue de Madrid). Puis il entre au Conservatoire national supérieur de musique et de danse de Paris, notamment dans la classe de Gérard Grisey où il obtient son premier prix de composition en 1995. Son style, souvent qualifié de ludique, et de coloré met l’accent sur l’invention mélodique, l'humour, la joie et sur une grande vitalité des tempos.
De 1999 à 2001, il est pensionnaire à la Villa Médicis à Rome.
En Europe et à travers une trentaine de pays dans le monde entier, sa musique est jouée par des interprètes réputés : Felicity Lott, Kent Nagano, Jay Gottlieb, Kanako Abe, Thierry Escaich, Olivier Baumont, le Quatuor Parisii, l'orchestre symphonique de Berkeley, le London Sinfonietta. Mais on peut citer aussi Fazıl Say, l'ensemble Musicatreize, Zoltán Kocsis, Carolina Eyck, Bertrand Chamayou, Pieter Wispelwey, Jean-Claude Casadesus, Alain Meunier, John Nelson, Laurence Equilbey, l'ensemble Chanticleer, Dominique Visse et l'Ensemble Clément-Janequin, Mireille Delunsch, Laurent Petitgirard, Laurent Korcia, Alain Altinoglu, l'Ensemble intercontemporain, Evelina Pitti, le Nieuw Ensemble d'Amsterdam, l'Ensemble Modern de Francfort, Orchestre symphonique de Montréal, l'Orchestre philharmonique de Radio France, l'Orchestre Colonne, l'Orchestre de chambre de Paris, l'Orchestre national d'Île-de-France, le Quatuor Diotima.
En 2001, son œuvre Lumen, pour orchestre, est créée par le Berkeley Symphony Orchestra sous la direction de Kent Nagano, en Californie, et en avril 2003.
En novembre 2003, Felicity Lott et l’Orchestre de chambre de Paris, sous la direction de John Nelson, ont créé Happy Birthday au Théâtre des Champs-Élysées. Elle a également créé son Bestiaire d’après Apollinaire avec l'Orchestre national de France sous la direction d'Alain Altinoglu en novembre 2008 à Dijon et Paris.

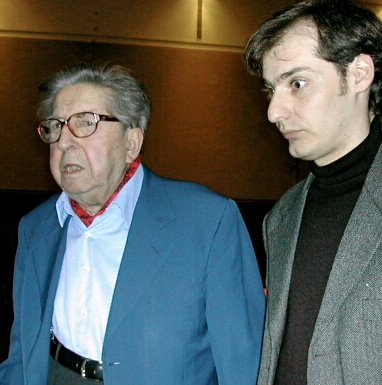
En compagnie d'Henri Dutilleux, jury du Concours international de composition Henri Dutilleux 2004

Son deuxième opéra « Quai-ouest » d'après la pièce de Bernard-Marie Koltès est créé en septembre 2014 à l'Opéra national du Rhin durant le Festival Musica puis repris durant la saison 2014-2015 en langue allemande au Théâtre national de Nuremberg (Staatstheater Nürnberg),,
.
Il est élu à l'Académie des beaux-arts, le 17 mai 2017, dans la section Composition musicale, au fauteuil précédemment occupé par Charles Chaynes. Ce septième fauteuil a été créé en 1967 et occupé par Olivier Messiaen puis par Marius Constant,,,.
En 2020, Régis Campo est nommé par l'École normale de musique de Paris pour une nouvelle classe de composition. Il a pour collègues Michaël Levinas et Éric Tanguy.
En 2021, il est élu à l'Académie des Sciences, Lettres et Arts de Marseille - dite l'Académie de Marseille, comme membre associé dans la séance du 26 octobre 2021.
En septembre 2024, il succède à Alexandros Markeas comme compositeur en résidence au Festival international de musique de Besançon Franche-Comté, pour une période de trois ans jusqu'en septembre 2026.

## Œuvres principales

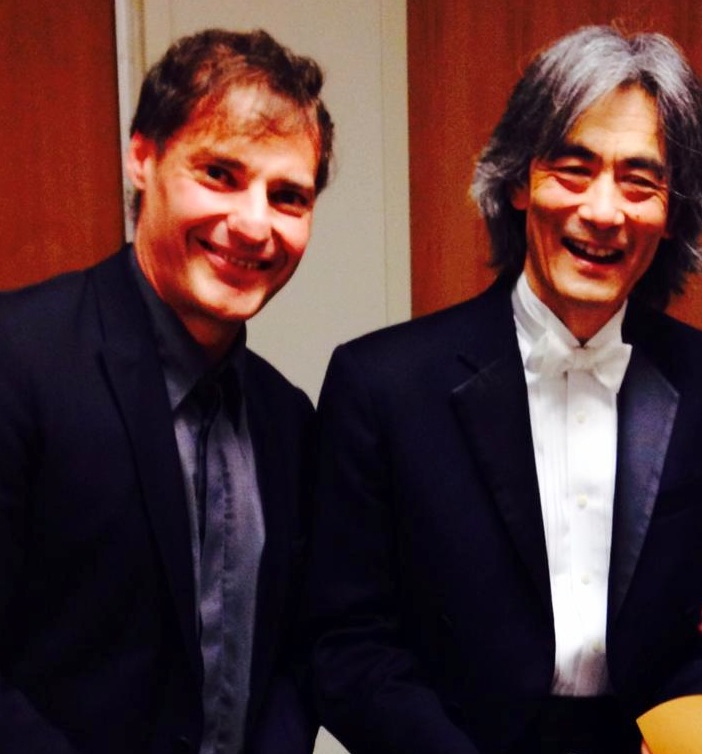
Régis Campo avec le maestro Kent Nagano après la création de "Paradis perdu" pour soprano et orchestre, le 8 août 2015, Montréal.

Aux Éditions Henry Lemoine depuis 1998 :
- Agnus Dei (2005) pour voix ou chœur
- L’Apothéose de Couperin (2001) pour soprano, clavecin et basse de viole
- L’Automne de Couperin (2007) pour orchestre
- Les Blasons du corps féminin (2000/2002) pour 7 voix mixtes a cappella
- Book of nonsense (2001) pour chœur, violon, percussion et piano texte d'Edouard Lear
- Les Astres (2002) pour orchestre
- Capriccio (2003) pour orgue
- Celestial City (2001) pour ensemble
- Chansons pour Claude Lejeune (3) (2006-2007) pour 4 voix
- Cinq Sonates à cinq (1999) pour quintette à vent
- Concerto "La Stravaganza" (2006) pour orgue positif et cordes
- Concerto no 2 "La Tempesta" (2005) pour flûte et cordes
- Concerto pour piano (1999/1998) pour piano et orchestre
- Concerto pour violon (1997/rév. 2001) pour violon et ensemble instrumental
- Les Cris de Marseille (2005) pour 4, 5 ou 12 voix
- Dancing (2001) pour mandoline, guitare et harpe
- Domine in Furore tuo (2003) pour chœur
- Dove sono… ? (2000) pour 5 ou 6 instruments
- Effets de réveil (2002) pour douze voix, chœur (SATB), orgue et ensemble
- Elytres (1991) pour harpe
- Esprit (1998) pour percussion
- Fables de la Fontaine (5) (2005) pour soprano et piano
- Faërie (2000/2001) pour orchestre ou 28 instrumentistes
- Fancy (2007) pour trompette en ut et piano
- Happy Bird (2001) concerto pour flûte, 2 cors, 3 percussionnistes et orchestre à cordes
- Happy Birthday (2003) pour soprano et orchestre
- L’Hiver de Berlioz (2007) pour orchestre
- Les Jeux de Rabelais (1999) pour 12 voix mixtes a cappella ou avec accompagnement instrumental
- Joy (1998) pour octuor de violoncelles
- Kinderball (1997/1998) Voir recueil "Piano 20/21 Vol. 2" 3 mouvements pour piano
- Laudate Dominum (2002) pour six voix mixtes a cappella
- Le Pic-vert (2000) pour piccolo et piano
- Livre de Fantaisies (1999) pour violoncelle
- Livre de Sonates (1997/1999) pour orgue
- Loop and Bell (2001) concerto pour percussion et orchestre (ou ensemble de 13 musiciens)
- Lumen (2001) pour orchestre
- Mains d'enfants et fanfarinette (2001) pour piano
- Marines (2006) pour cor solo
- Les Métronomes détraqués (2005) pour 2 violoncelles
- Mouvements (2) (2004) pour alto et piano
- Monsieur Hérisson a disparu (2007) pour deux violons débutants
- Music to Hear (2000) pour 7 voix mixtes et 5 instrumentistes
- Nonsense Opera (2001) pièce de théâtre pour soprano colorature, ténor, basse et 17 instrumentistes
- Note-Book (2007) pour quatuor à cordes
- Nova (1999) pour 12 voix mixtes, grand chœur mixte, voix d'enfants et ensemble instrumental
- Orfeo (2000) pour 4 chanteurs, clavecin et viole de gambe ad lib. textes d'Alessandro Striggio
- Ouverture en forme d'étoiles (2003) pour orchestre
- Phénix (2001) pour flûte
- Poèmes surréalistes (2) La Libellule bleue - Nuit chromatique (2005) pour soprano et piano
- Pop-art (2002) pour flûte, clarinette, violon, alto, violoncelle et piano
- Premier livre pour piano (2000-02)
- Quatuor à cordes no 1 « Les Heures maléfiques » (2005)
- Quatuor à cordes no 2 (2006)
- Quatuor à cordes no 3 « Ombra felice » (2007)
- Sanctus - Extrait de "Nova" (1998) pour 5 voix de femmes a cappella
- Scherzo (2003) pour flûte, violoncelle et piano
- Soleil et chair (1995) pour orchestre
- Sonate «La Follia» (1998) extrait du Livre de Sonates (transcription) pour guitare
- Sonneries (2) (2002) pour orgue
- Sphinx (2002) pour flûte
- Sports et divertissements, orchestration de l’œuvre d‘Erik Satie (2007) pour orchestre
- Symphonie no 1 (2003) pour orchestre
- Symphonie no 2 Moz'Art (2005) pour orchestre
- Tintamarre (2006) pour quatuor de saxophones
- Toy (2006) quintette à vent
- Un Trailer per Ciajkovskij (2007) pour orchestre
- Wow ! (2004) pour flûte ou violon et piano
- Zapp'Art (2003) pour ensemble instrumental

Aux Éditions Le Chant Du Monde de 1991 à 1998 :
- Ambrées (1993) pour 5 musiciens
- Anima (1996) pour flûte, clarinette, vibraphone, violon, violoncelle et piano
- Commedia (1995) pour 19 musiciens
- De la rotation des corps célestes (1993) pour vibraphone
- Deux Sonates (L’Excentrique et Les Couleurs, 1996) pour orgue
- Dolcissimo (1991) pour clarinette
- L’Ephémère (1993) pour trio à cordes
- Épiphanie1995)pour violoncelle
- Fabel (1994) pour piano et 11 musiciens
- "La Follia" (1993) pour orchestre
- For Dionne (1995) pour flûte seule
- Fugitives (1995) pour flûte
- Irrlichter, Grillen (1993-94) pour piano
- Les Villes-lumières (1994) pour cor, trompette et trombone
- "Longtemps, je…" (1995) pour violon et piano
- Lucis Creator (1997) pour 2 sopranos et 10 musiciens
- Maschera (1995) pour orgue
- O Notte, a me più chiara e più beata (1991) pour soprano et violoncelle
- O Sapienta in Mysterio Abscondita (1991-1993) pour 4 sopranos et 4 altos
- Petite mécanique céleste (1995) recueil Album de musique française pour piano débutant
- Thèmes et Paraphrases d’après Pierre et le Loup (1996) pour piano débutant

Aux Éditions Alphonse Leduc :
- Exsultate jubilate (1996) pour quintette de cuivres

Aux Éditions Gérard Billaudot :
- Rondo (1996-1997) pour saxophone-ténor, percussion et célesta
- «… Doublées, una voce.. » (1992) pour piccolo
- Phantasmagoria (1997) pour orchestre à vent, percussion et célesta

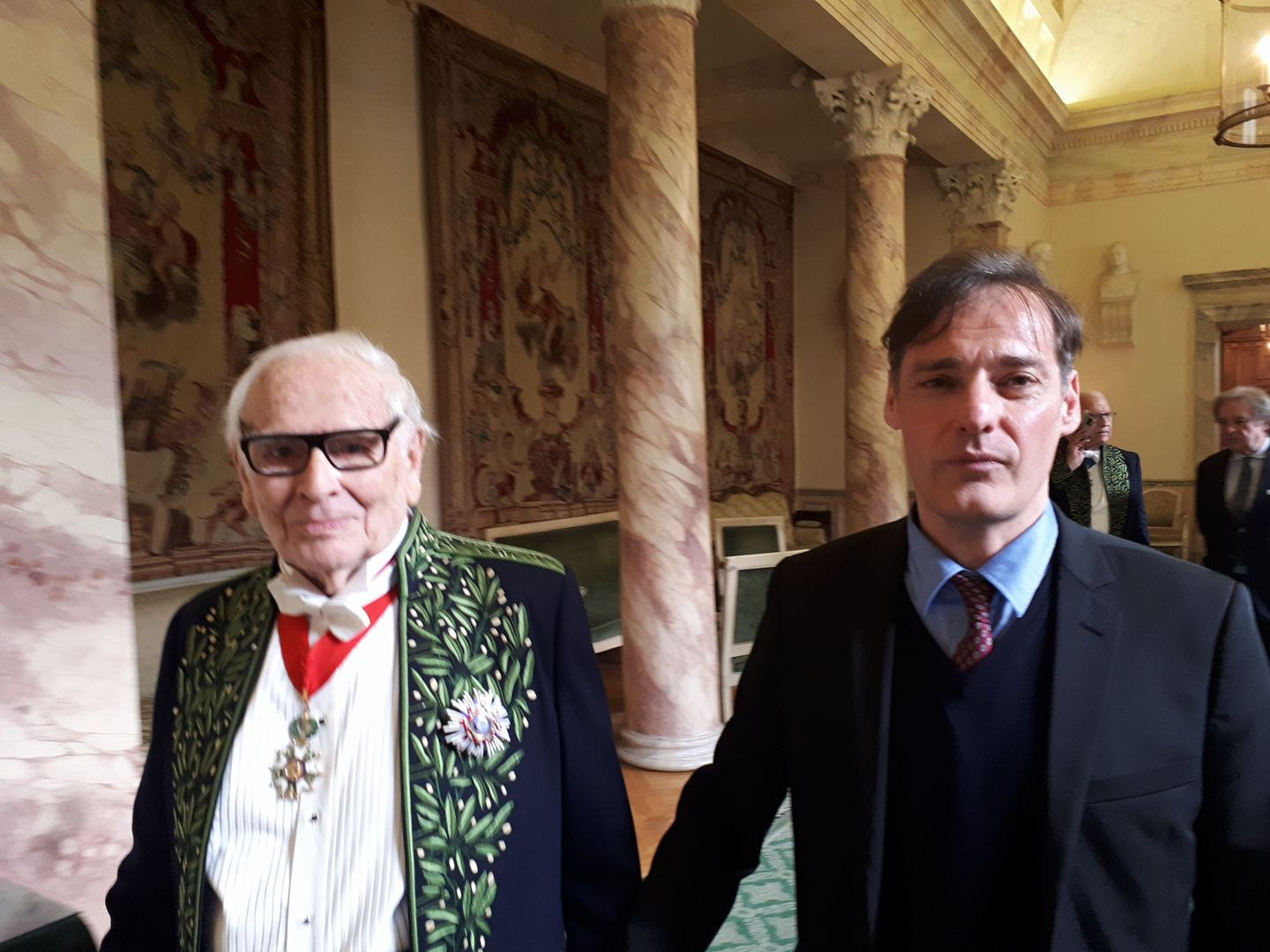
Pierre Cardin, membre de l'Académie des beaux-arts, avec Régis Campo.

Aux Éditions Armiane :
- Dance (1998) pour violoncelle

## Discographie principale
- Régis Campo, Musique d’Aujourd’hui (Le Chant du Monde LDC 2781108)
- Régis Campo, la musique aujourd’hui (Mandala MAN 4948 HMCD 57)
- Jeune école de Marseille (Sonpact SPT96019) : Anima - Ensemble Télémaque, Raoul Lay, direction
- Continents (Signature, SIG11013) Premier Livre pour piano - Jay Gottlieb, piano
- Autoportraits (Mandala MAN 5084), 2004 dir. Kanako Abe[19],[20]
- Pop-Art (Aeon AECD 0529), dir Kanako Abe/Pascal Rophé/Roland Haraybédian[21]
- Trio Polycordes vol. 2 (La Follia Madrigal LFM 11101) : Dancing
- Autour de l’Espagne (Pavane-Bruxelles ADW 7468) : Sonate La Follia - Pascale Rouet, orgue
- Passions (Aeon AECD 0420) : Capriccio - Jean-Christophe Revel, orgue
- Livre de fantaisies, extraits (Quantum QM 7027) Barbara Marcinkowska
- Ève, Vénus, Diane et les autres : les blasons du corps féminin de Régis Campo (Soupir S212) - Ensemble Les Jeunes solistes, Rachid Safir
- Vêpres pour Sainte Marie Madeleine (Accord 476 9939) : Laudate Dominum - chœur Arsys Bourgogne, Pierre Cao
- Mai solo (Maguelone MAG 111158) : Rondo - Joël Versavaud, saxophone
- Refolia - Anders Borbye, contemporary works for guitar (Gateway, AB 001)
- Monsieur Hérisson a disparu - à la découverte du violon (livre-CD Gallimard Jeunesse musique)
- Ombra Felice - Quatuor Diotima (Signature Radio France SIG11070) : Sonate "La Follia"[22]
- Duodueduiduo - Les Métronomes détraqués (Signature Radio France SIG11054) : Les Métronomes détraqués
- L'écrit du cri - Ensemble Clément Janequin (Harmonia Mundi HMC 902028) : Les Cris de Marseille
- Axone saxophone Quartet (Indésens IINDE053) : Tintamarre
- Chemin des Dames (Mécénat Musical Société Générale): Tohu Bohu
- France Now - Aska Lino (Camerata CMCD-28302) : Monde cachés
- Bach, Beer-Demander, Calace, Campo, Laurent & Leone: Mandoline - Florentino Calvo (La Follia Madrigal LFM 12141) : Caracole
- Laterna Magica - Régis Campo (MusiCube CUB1302)
- Street-Art - Régis Campo - Ensemble TM+ dir. Laurent Cuniot (Signature Radio France SIG11111)
- Azoth (Col Legno WWE 15003) : Irrlichter - Hélène Pereira, piano
- Initiale "On-Off" Duo Xamp : Licht !
- Le Bleu du ciel - livre-disque - éditions Filigranes
- Philia Trio - Madness : "Tweet" & "Open Time" (DiscAuvers)
- Birds of a feather:"Le Pic vert" (label Paraty)

## Distinctions et nominations

### Distinctions
- 1996 : 1er prix international Gaudeamus des compositeurs
- 1996 : 1er prix, prix du public et prix spécial jeune compositeur du Concours Dutilleux 1996
- 1999 : prix Pierre Cardin
- 1999 : prix Hervé Dugardin
- 1999 : pensionnaire de la villa Médicis, Académie de France à Rome (de 1999 à 2001)
- 2005 : prix Sacem des jeunes compositeurs
- 2005 : prix Georges-Bizet
- 2005 : Coup de cœur musique contemporaine 2005 de l'Académie Charles Cros pour le disque « Régis Campo, Pop-Art »
- 2011 : prix de la fondation Francis et Mica Salabert
- 2014 : prix de la fondation Simone et Cino del Luca
- 2016-2020 : membre de la Commission de la musique symphonique de la SACEM pour l'exercice 2016-2017, 2017-2018, 2018-2019 et 2019-2020 en qualité de compositeur
- 2017 : élu à l'Académie des beaux-arts dans la section Composition musicale, au fauteuil VII précédemment occupé par Charles Chaynes (1925-2016). Olivier Messiaen puis Marius Constant ont occupé ce fauteuil.
- 2019 : Choc de Classica 2019 pour le CD «Régis Campo - Street-Art» - label Signature-Radio France
- 2019 : Coup de cœur musique contemporaine 2019 de l'Académie Charles-Cros pour le disque Street-Art, annoncé dans l’émission du 22 janvier « Le Concert du Soir » sur France Musique d’Arnaud Merlin, en « après-concert »[23].
- 2020 : Prix Swiss Life à 4 mains (4e édition)
- 2020 : 21e lauréat du Grand Prix Lycéen des Compositeurs 2020 pour son œuvre "Une solitude de l'espace" - album «Régis Campo - Street-Art»[24],[25]
- 2020 : Grand Prix de la musique classique contemporaine (carrière) - Grand prix Sacem 2020[26]
- 2021 : Best Score Chainsaw Festival 2021 for the movie of Quentin Lazzarotto "Man Ray and the Shakespearian Equations" - music co-composed with Arthur Dairaine
- 2025 : Victoire de la musique classique, catégorie compositeur de l'année, pour Dancefloor with Pulsing (2017), pour thérémine et orchestre

### Nominations
- 2002 : sélectionné au prix de composition musicale de la Fondation Prince Pierre de Monaco pour son œuvre "Faërie".
- 2015 : nomination aux Victoires de la musique classique 2015 dans la catégorie «compositeur de l'année» pour son opéra « Quai Ouest ».
- 2016 : nomination au grand prix lycéen des compositeurs 2016 pour le disque « Laterna Magica - Régis Campo » - CD MusiCube (CUB1302).
- 2021 : le film "Régis Campo : Strange Beautiful Music" de Quentin Lazzarotto est sélectionné au Festival international du film sur l'art (FIFA 39e édition) à Montréal.